# 吳儼
吳儼（1457年—1519年），字克溫，號甯菴，直隸常州府宜興縣（今江蘇省宜興縣人）人，明朝政治人物，官至南京禮部尚書。

## 生平
成化二十二年（1486年）丙午科應天府鄉試第二十一名。成化二十三年（1487年）丁未科二甲第四十六名進士。改庶吉士，弘治二年（1489年）授翰林院编修，历任翰林院侍講學士，掌南京翰林院。正德年间，召修《孝宗實錄》，因得罪刘瑾被弹劾罷官。
刘瑾伏誅，恢复官职，担任礼部左侍郎，升南京礼部尚书。正德十四年（1519年）卒，赠太子少保，謚文肅。

## 家族
曾祖吳以中，贈戶部員外郎；祖父吳玉，戶部員外郎；父吳經，母徐氏；繼母許氏。重庆下。

## 延伸阅读
[在维基数据编辑]
 《國朝獻徵錄·卷之三十六》，出自焦竑《國朝獻徵錄》
 《明史卷一百八十四》，出自《明史》